# Plivački klub Virovitica
Plivački klub Virovitica osnovan je 1998. godine na inicijativu Športskog saveza Virovitičko-podravske županije - gospodina Holera i nekoliko entuzijasta. 
Aktivno djeluje na prostoru Gradskog bazena u Virovitici za vrijeme ljetne sezone, dok ostatak godine zbog nemogućnosti rada u zatvorenom bazenu djeluje u športskoj dvorani virovitičke Gimnazije.
Svake godine klub sudjeluje i ostvaruje značajne rezultate na Kriterijskom 'B' prvenstvu, odnosno državnom prvenstvu za klubove koji nemaju uvjeta za rad u zimskom dijelu godine, odnosno nemaju zatvoren bazen.
Iako nema uvjeta za normalan rad plivača, plivači ostvaruju odlične rezulate i uspjehe na prvenstvima države uz klubove čiji plivači treniraju svaki dan. 

## Plivači i plivačice kluba
| Najistaknutiji plivači kluba: - Dino Pavoković - Zoran Špoljarić - Petar Pilek - Dragan Lesić - Deni Pavoković - Branimir Viljevac - Mario Novak - Ivan Zvonimir Prša - Josip Kovačević |  | Najistaknutije plivačice kluba: - Monika Skopljak - Marina Štefanac - Beatrica Perkec - Barbara Viljevac - Sunčica Moslavac - Ana Ferenčević |